# 舊古特卡
51°58′49″N 32°33′29″E / 51.98028°N 32.55806°E
舊古特卡（烏克蘭語：Стара Гутка），是烏克蘭北部的村莊，隸屬切爾尼希夫州的諾夫霍羅德-錫韋爾斯基區。該村始建於1700年，面積0.31平方公里，2001年人口128，人口密度每平方公里412.9人。